# Венді Вайт (тенісистка)
Венді Вайт (англ. Wendy White; нар. 29 вересня 1960) — колишня американська тенісистка.
Здобула 1 одиночний та 3 парні титули.
Найвищим досягненням на турнірах Великого шолома були чвертьфінали в парному розряді.

## Фінали за кар'єру

### Одиночний розряд (1 перемога, 1 поразка)
| Результат | W/L | Дата        | Турнір                         | Покриття  | Суперниця      | Рахунок            |
| --------- | --- | ----------- | ------------------------------ | --------- | -------------- | ------------------ |
| Перемога  | 1–0 | січень 1986 | Virginia Slims of Kansas, США  | Килим (i) | Бетсі Нагелсен | 6–1, 6–7(5–7), 6–2 |
| Поразка   | 1–1 | липень 1987 | Virginia Slims of Newport, США | Трава     | Пем Шрайвер    | 2–6, 4–6           |